# ミナハサ半島

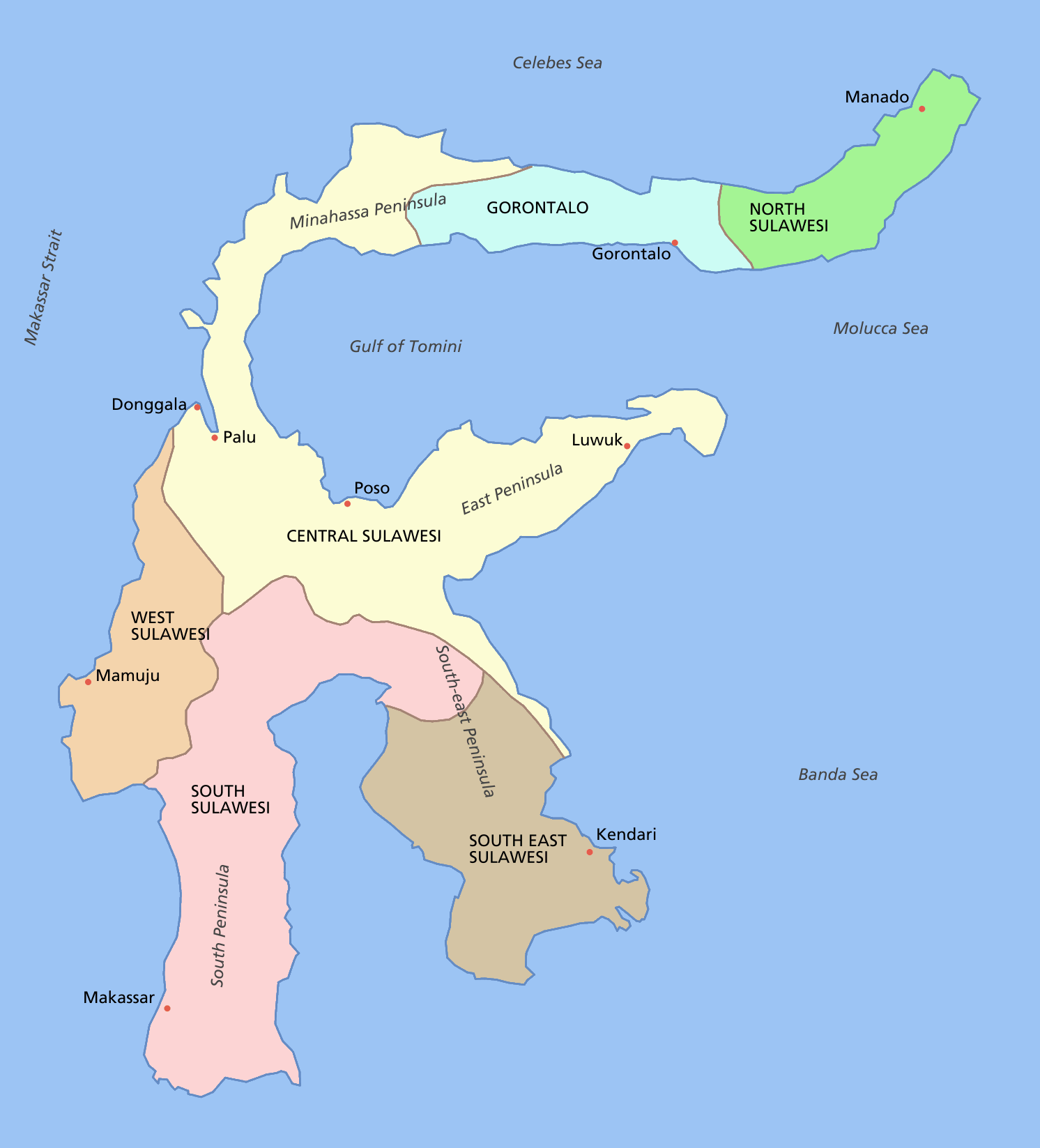
スラウェシ島

ミナハサ半島（ミナハサはんとう、インドネシア語: Semenanjung Minahasa）はインドネシア・スラウェシ島北東部にある半島。北スラウェシ州、ゴロンタロ州および中部スラウェシ州の一部が占める。
幅20-80km、長さ約600kmの非常に細長い半島であり、北東方向へ伸びている。標高も高く、2,000m台の山地となっている。南側のモルッカ海にトミニ湾を形づくり、北はセレベス海に面する。名称は主な居住民族ミナハサ族に由来する。主な町として、中部南岸にゴロンタロ、先端部にマナドがある。一帯の主な産業はカカオ、コーヒーの生産、漁業およびエコツーリズムである。
ミナハサ半島はサンゴの生物多様性が高いコーラル・トライアングルの中心部にあり、ダイアンメガネザル、クロザル、スラウェシメガネザル、ウスイロマメリス、クスクス、セレベスヒゲイノシシなどの哺乳類が生息している。2020年に半島にあるタンココ・バトゥアングス自然保護区、バトゥ・プティ自然保護区、ロコン山自然保護区、マネンベネンベ野生生物保護区、トゥパ山森林公園および沖合いのブナケン島国立公園一帯の陸地と海域はユネスコの生物圏保護区に指定された。